# Castillo de Riba de Santiuste
El castillo de Riba de Santiuste es una fortificación española situada en Riba de Santiuste, pedanía de Sigüenza (Guadalajara). Fue construido en el siglo IX en época andalusí con el fin de defender la zona de la conquista castellana y sufrió una ampliación y reconstrucción a finales del siglo XII por parte del obispado de Sigüenza.

## Descripción

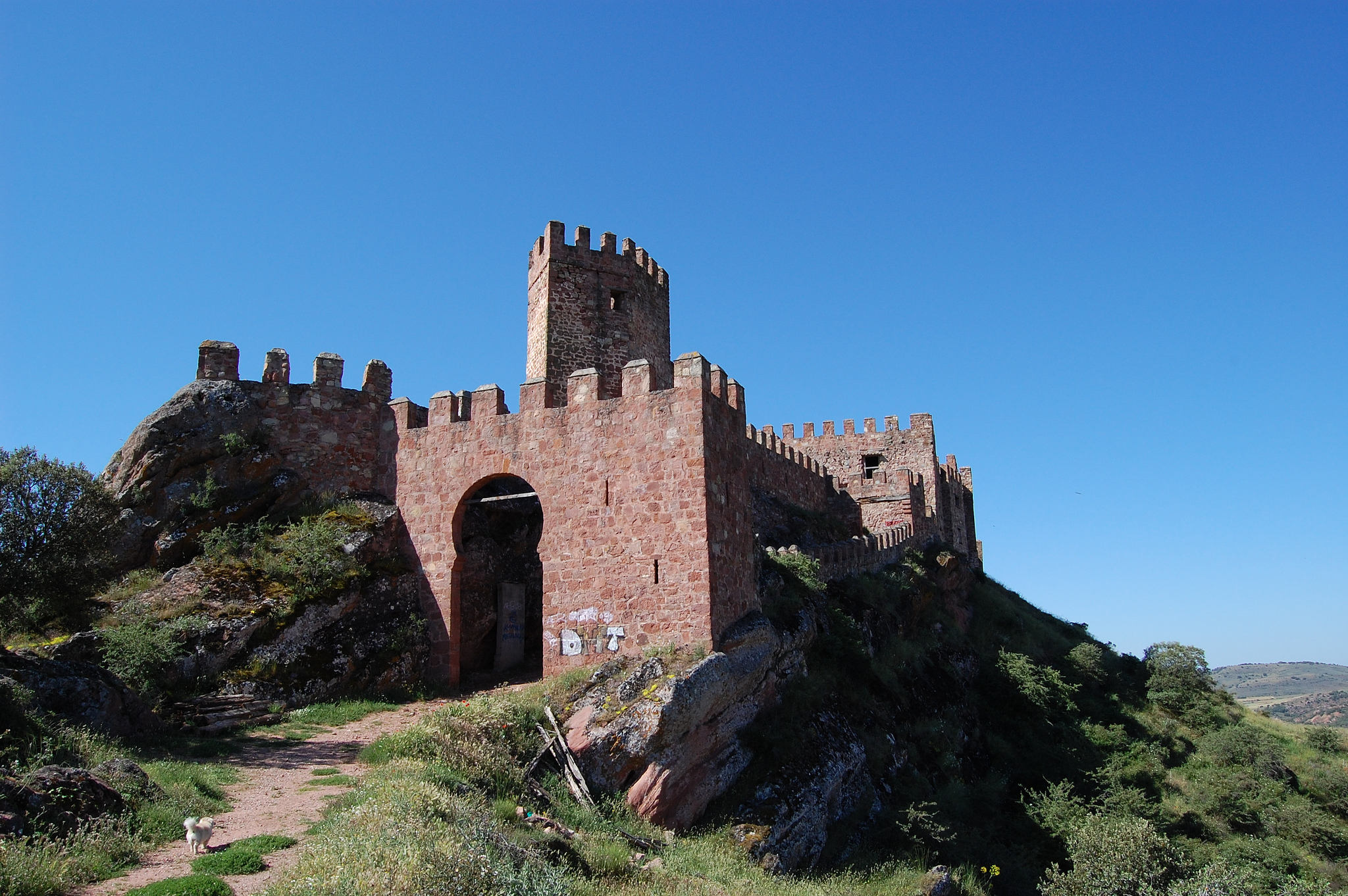
Entrada al castillo

El castillo de piedra se encuentra situado en lo alto de un agudo peñón que domina Riba de Santiuste y el valle del río Salado. Por tanto, se encuentra en un emplazamiento estratégico que alcanzan extensos panoramas, a la imagen de otros castillos del mismo área como los de Atienza, Jadraque, Molina, Palazuelos, Peña Bermeja o Anguix.
Se trata de una fortaleza de tipo fronterizo construido con sillarejo y, pese a lo deteriorado de su estado y a no ser tan monumental como otras de la zona, su valor histórico-artístico reside en ser un excelente vestigio de la Edad Media feudal y cuyos muros han sido escenario de importantes acontecimientos históricos. Tiene el aspecto recio y severo de todas las fortalezas altomedievales, con el refuerzo y añadido posterior de finales del siglo XII y principios del siglo XIII. El primer recinto amurallado sigue los accidentes del terreno con una planta alargada en cuyos extremos aparecen torreones de refuerzo. Estas primeras murallas son altas y están almenadas e intercalan a trechos otros torreones menores. Su acceso está en el flanco norte a través de un camino que escolta la muralla.
Su ámbito interior tiene unas medidas aproximadas de 90 x 12 metros e incluye dos aljibes, tres grandes compartimentos independientes y las líneas divisorias de algunas pequeñas habitaciones dispuestas en dos cuerpos. El cuerpo del extremo sur, mirando al pueblo, tiene un patio cerrado por muros almenados que arrancando de la torre bajan en suave pendiente formando un espacio trapezoidal con dos torres gemelas en las esquinas entre las que corre una pared de cierre. Esta obra avanzada constituía un serio obstáculo para llegar a la fortaleza en el caso de ser atacada, y servía además para vigilar la pendiente.
El otro tramo se extiende desde la torre norte hasta que se inicia la fuerte pendiente del peñón. Circunscribe un espacio triangular muy alargado y termina en un torreón de planta pentagonal en forma de espolón.

## Historia
El castillo de Riba de Santiuste fue construido en el siglo IX y formaba un sistema de fortificación junto a otra atalaya situada en el cerrillo de la Horca, al noreste. La sierra Ministra ha sido lugar constante durante la Alta Edad Media de batallas entre los distintos reinos taifas y entre éstos y los reinos cristianos del norte de la península. En 917, las tropas de Ordoño II de León realizaron incursiones contra las tropas andalusíes en Castromoros, que obligaron a muchos de sus habitantes a refugiarse en el castillo de Riba de Santiuste, como en otros cercanos a Sigüenza.
En 1085 la zona fue conquistada por las tropas de Alfonso VI de León y en 1129 Alfonso VII de León donó las fortificaciones y el pueblo al obispado de Sigüenza, que estaba encabezado por Bernardo de Agén, que financió la reconstrucción y ampliación del castillo.
En 1451 las tropas del infante Juan de Navarra toman, entre otras fortalezas de la zona, el castillo de Riba de Santiuste, que utilizaron como cuartel para hostigar a la ciudad de Sigüenza. En agosto de 1452 las tropas del obispo Fernando de Luján, enviadas por el deán Diego López de Madrid, reconquistaron el castillo de Riba de Santiuste.
El castillo fue destruido en 1811 durante la guerra del Francés, al igual que el de Atienza.
En 1973 fue subastado por el Estado y comprado por un particular, que llevó a cabo la restauración del edificio. Desde entonces fue usado temporalmente por la organización Nueva Acrópolis como lugar de realización de sus actividades.